# Mont Hood
Pour les articles homonymes, voir Hood.
 (octobre 2016).
Le mont Hood est un stratovolcan situé dans le nord de l’État américain de l'Oregon. La montagne est localisée à environ 100 km à l’est de Portland. Ses pics couverts de neige marquent la frontière entre les comtés de Clackamas et de Hood River. C’est le plus haut sommet de l’Oregon et le quatrième de la chaîne des Cascades. On peut voir facilement la montagne depuis Portland et Vancouver, ville de l'État de Washington. La montagne se trouve dans la forêt nationale du même nom.

## Toponymie
Le nom amérindien (tribu des Multnomah, langue haut chinook (en)) pour le mont Hood est Wy'East. Selon la légende, il provient d’un chef indien de la tribu Multnomah, tribu qui a également donné son nom au comté de Multnomah. Le chef était en compétition avec un autre chef de la tribu Klickitat pour l’amour d’une femme. La tension que la compétition provoqua les conduisit à être changés tous les trois en volcans : le chef Klickitat devint le tout proche mont Adams et la belle, le mont Saint Helens.
Son nom actuel lui fut décerné le 29 octobre 1792 par Lt. William Broughton, un membre de l’expédition d’exploration du capitaine George Vancouver. Il fut nommé d’après un amiral britannique, Samuel Hood.

## Activité volcanique

### Histoire
Le mont Hood a plus de 500 000 ans. Le volcan a connu des périodes d'activités de dizaines ou des centaines d'années, séparées par des périodes calmes ayant duré entre des centaines d'années et 10 000 ans.
Des effondrements au Pléistocène produisirent des avalanches et des lahars (coulées de boue) qui se propagèrent le long du fleuve Columbia vers le nord.
Le volcan a connu au moins quatre périodes éruptives majeures depuis 15 000 ans, dont trois depuis 1 800 ans :
- Polallie (entre 15 000 et 12 000 ans)
- Timberline (entre 1 800 et 1 400 ans)
- Zigzag (entre 600 et 400 ans)
- Oldmaid (entre 250 et 180 ans)

Les trois dernières produisirent des dépôts qui furent distribués principalement au sud et à l’ouest le long des rivières Sandy et Zigzag. La dernière période éruptive eut lieu entre environ 1780 et 1830, quand des dômes de lave dacitique, des coulées pyroclastiques et des coulées de boue furent produits sans éruption explosive majeure.
La dernière éruption majeure eut lieu en 1781-1782 et la dernière manifestation d’activité s’est produite peu avant l’arrivée de Lewis et Clark en 1805 (expédition Lewis et Clark). Le mont Hood est considéré comme étant potentiellement actif, mais aucune activité n’a été remarquée depuis que l'observation systématique des volcans commença dans les années 1820. La zone du sommet, qui fut érodée par les glaciers, est constituée de plusieurs dômes de lave andésitique ou dacitique.

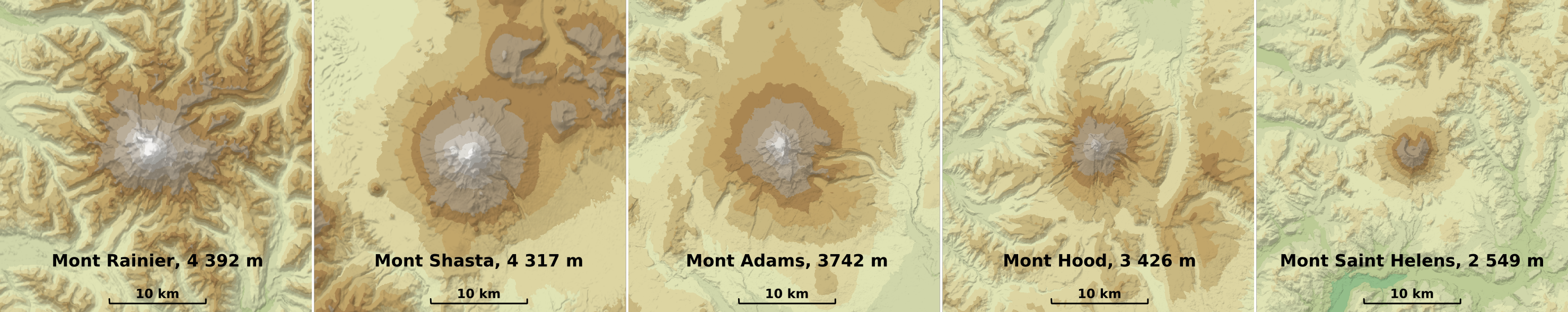
Comparaison, à la même échelle, avec d'autres volcans de la chaîne des Cascades.

### Le volcan de nos jours

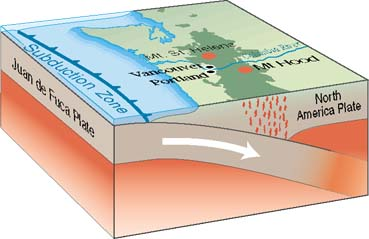
Le mont Hood est le résultat d'un processus de subduction

La zone du sommet, qui fut érodée par les glaciers, est constituée de plusieurs dômes de lave andésitique ou dacitique. Certaines fumerolles sont encore actives, notamment sur la partie supérieure sud-ouest de la montagne. Onze glaciers couvrent les pentes rocheuses de la montagne. Lors de la prochaine éruption, ils pourraient être à l'origine de lahars dangereux.

## Activités

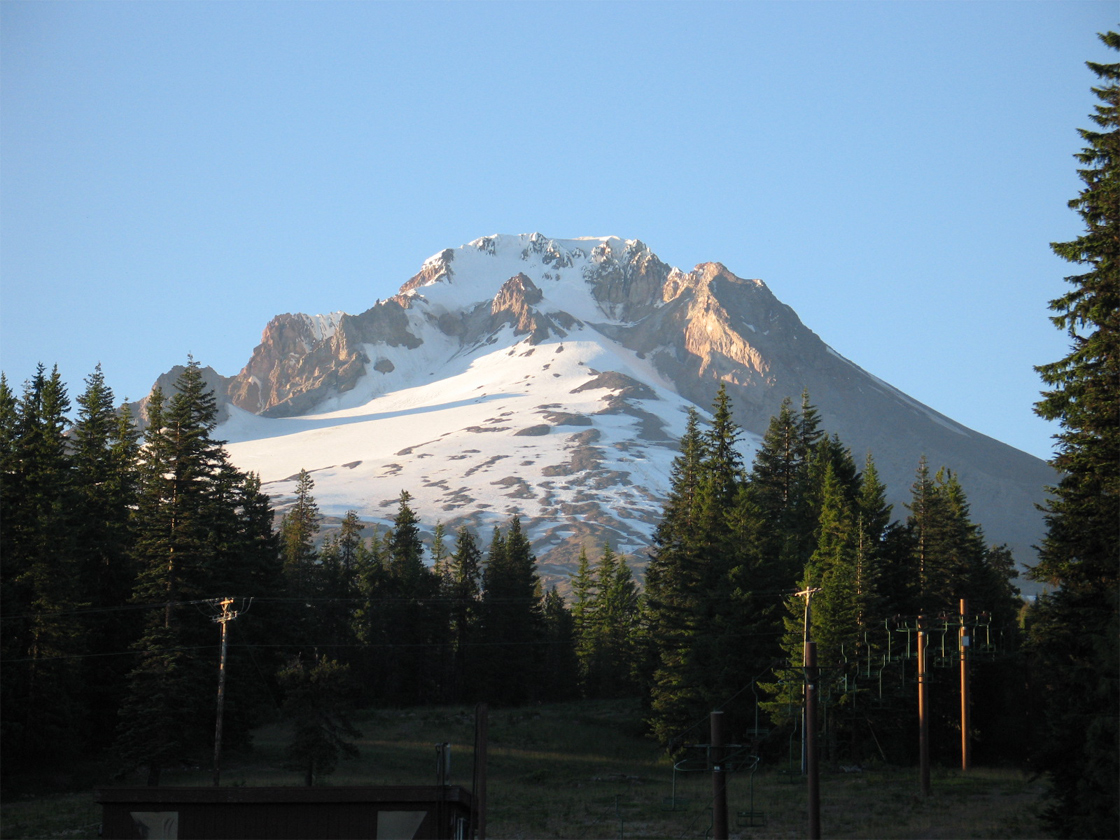
Le mont Hood.

L'hôtel Timberline, sur le mont Hood, a servi au tournage du chef-d'œuvre Shining, de Stanley Kubrick, sous le nom d'Overlook Hotel.

### Alpinisme
Le mont Hood est le second sommet par le nombre de personnes réussissant l'ascension chaque année, seulement devancé par le mont Fuji, au Japon. Il est protégé par la forêt nationale du Mont Hood, d'une superficie de 4 900 km2, qui comporte quatre zones sauvages et plus de 1 900 km de sentiers.
La première ascension du volcan a été faite par Sam Barlow en 1845.
L'ascension du sommet se fait habituellement par la face sud, l'approche étant notamment facilitée par une remontée mécanique allant de Timberline Lodge jusqu'à environ 2 600 mètres (8 500 pieds). La remontée fonctionne toute l'année mais démarre trop tard le matin pour les alpinistes qui cherchent de bonnes conditions sur le glacier.
Après la remontée mécanique, le chemin continue à travers de larges pentes enneigées jusqu'à une arête appelée Hogsback. La partie supérieure de l'arête est coupée par un rimaye, la seule crevasse sur le parcours. Une fois cet obstacle passé, un court passage exposé (les Pearly Gates), enneigé ou glacé, mène directement au sommet.
En hiver et au printemps, les pentes du volcan se prêtent très bien au ski de randonnée.

### Randonnée et camping
Un sentier fait le tour du volcan. C'est un lieu de randonnée et de camping assez couru.

### Ski alpin
La montagne possède cinq stations de ski, y compris la seule station américaine ouverte toute l’année. Timberline Lodge est un National Historic Landmark situé sur le flanc méridional du mont Hood.

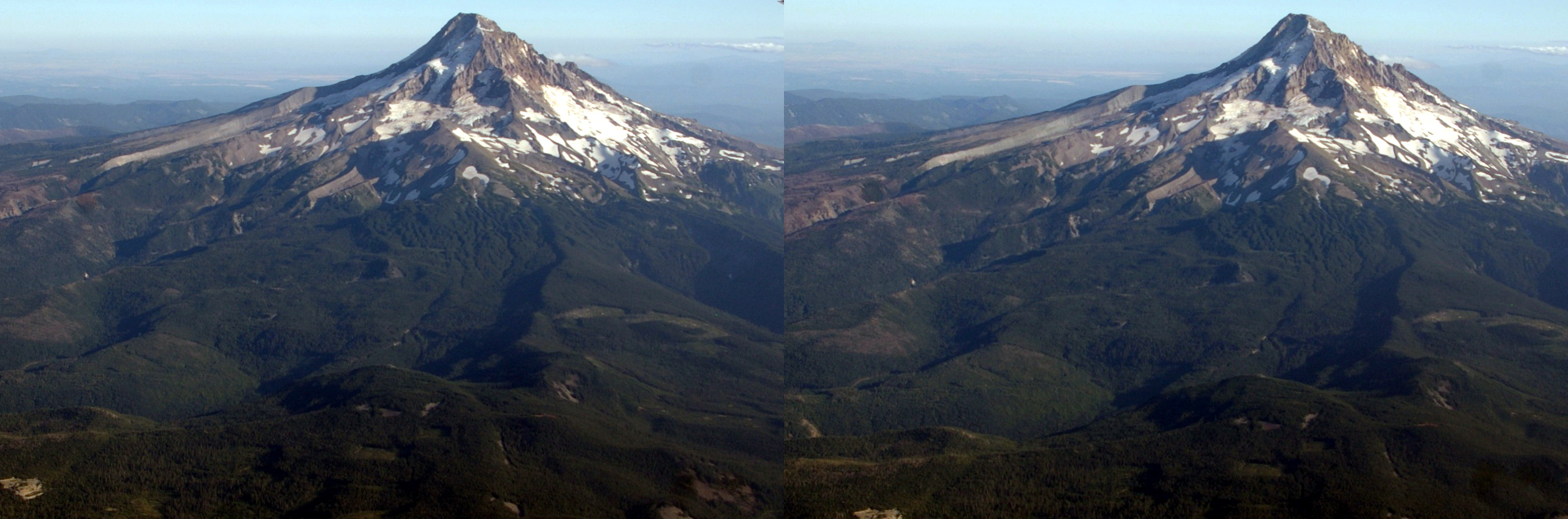
Présentation stéréoscopique du mont Hood. Loucher à une certaine distance, de manière à superposer les deux pans de la photographie, permet de voir la montagne en relief.

## Dans la culture populaire
Le mont Hood est mentionné tout au long du roman L'Autre Côté du rêve, par Ursula K. Le Guin. Dans ce roman qui se déroule à Portland, la réalité est perpétuellement façonnée par un rêveur, George Orr, et les états du mont Hood reflètent les états de la réalité : avec ou sans neige (le livre traite de réchauffement climatique), en éruption ou calme, etc.

« Ainsi, le mont Hood, élément de stabilité (...) devient l'indicateur des perturbations causées par les modifications du réel. Tour à tour gris, rougeoyant, fumant puis crachant, il est un cadran qui, à chaque reconfiguration, fait le point sur l'imminence de la catastrophe. »

— Claude Ecken, La Culture – L'autre côté du rêve d'Ursula K. Le guin.